# Microdon nitidus
Microdon nitidus är en flenörtsväxtart som först beskrevs av Ernst Meyer, och fick sitt nu gällande namn av O.M. Hilliard. Microdon nitidus ingår i släktet Microdon och familjen flenörtsväxter. Inga underarter finns listade i Catalogue of Life.